# 17e Europese Filmprijzen
De 17e uitreiking van de Europese Filmprijzen waarbij prijzen werden uitgereikt in verschillende categorieën voor Europese films vond plaats op 11 december 2004 in de Spaanse stad Barcelona.

## Nominaties en winnaars

### Beste film
- Gegen die Wand
  - Ett hål i mitt hjärta
  - La mala educación
  - Les Choristes
  - Mar adentro
  - Vera Drake

### Beste regisseur
- Alejandro Amenábar – Mar adentro
  - Fatih Akın – Gegen die Wand
  - Pedro Almodóvar – La mala educación
  - Theo Angelopoulos – Trilogia: To Livadi pou dakryzei
  - Nimród Antal – Kontroll
  - Agnès Jaoui – Comme une image

### Beste acteur
- Javier Bardem – Mar adentro
  - Daniel Brühl – The Edukators
  - Bruno Ganz – Der Untergang
  - Gérard Jugnot – Les Choristes
  - Bogdan Stupka – Svoi
  - Birol Ünel – Gegen die Wand

### Beste actrice
- Imelda Staunton – Vera Drake
  - Sarah Adler – Notre musique
  - Valeria Bruni-Tedeschi – 5x2
  - Penélope Cruz – Non ti muovere
  - Sibel Kekilli – Gegen die Wand
  - Asi Levi – Avanim

### Beste scenario
- Agnès Jaoui & Jean-Pierre Bacri – Comme une image
  - Fatih Akın – Gegen die Wand
  - Pedro Almodóvar – La mala educación
  - Alejandro Amenábar & Mateo Gil – Mar adentro
  - Jean-Luc Godard – Notre musique
  - Paul Laverty – Ae Fond Kiss...

### Beste cinematografie
- Eduardo Serra – Girl with a Pearl Earring
  - Javier Aguirresarobe – Mar adentro
  - José Luis Alcaine – La mala educación
  - Lajos Koltai – Being Julia
  - Alwin Kuchler & Marcel Zyskind – Code 46
  - Andreas Sinanos – Trilogia: To Livadi pou dakryzei

### Beste filmmuziek
- Bruno Coulais – Les Choristes
  - Alexandre Desplat – Girl with a Pearl Earring
  - The Free Association – Code 46
  - Alberto Iglesias – La mala educación & Te doy mis ojos
  - Eleni Karaindrou – Trilogia: To Livadi pou dakryzei
  - Stephen Warbeck – De Zaak Alzheimer

### Beste documentaire
- Darwin’s Nightmare
  - Aileen: Life and Death of a Serial Killer
  - Die Spielwütigen
  - La Pelota vasca. La piel contra la piedra
  - Le Monde selon Bush
  - Mahssomim
  - The last Victory
  - Touch the Sound

### Niet-Europese film
- 2046 - Wong Kar-Wai
  - Bin-jip
  - Diarios de motocicleta
  - Eternal Sunshine of the Spotless Mind
  - Fahrenheit 9/11
  - Maria Full of Grace
  - Moolaadé
  - Oldboy
  - House of Flying Daggers